# Vitamin D (Glee)
Vitamin D je šestá epizoda amerického seriálu Glee. Epizoda se poprvé vysílala na kanálu Fox dne 7. října 2009. Epizodu napsal autor Glee, Ryan Murphy a režírovala Elodie Keene. V této epizodě vedoucí sboru, Will Schuester (Matthew Morrison) rozdělí mužské a ženské členy sboru proti sobě v soutěži, kdy obě skupiny zpívají mashupy. Willova manželka Terri (Jessalyn Gilsig) bere práci ve škole jako zdravotní sestra, aby se mohla dostat blíže začínajícímu vztahu mezi Willem a školní výchovnou poradkyní Emmou Pillsbury (Jayma Mays), ale nakonec je vyhozena za to, že studentům dala pseudoefedrinové tablety na zvýšení výkonu v soutěži.
V epizodě zazní mashup cover verzí písní „It's My Life" od Bon Joviho a „Confessions Part II" od Ushera. Dále ještě „Halo" od Beyoncé a „Walking on Sunshine" od Katrina and the Waves. Oba mashupy byly vydány jako singly a jsou dostupné k digitálnímu stažení. Epizodu v den vysílání sledovalo 7,30 milionů amerických diváků a získala obecně pozitivní ohlasy od kritiků.
Výkony Morrisona s Mays a Jane Lynch jako trenérky roztleskávaček, Sue Sylvester, přitahovaly chválu stejně jako hudební inscenační mashupy. Nicméně Aly Semigran z MTV a Mandi Bierly z Entertainment Weekly poznamenaly, že dramatické momenty v epizodě převyšovaly nad hudebními vystoupeními.

## Děj
Když Will zjistí, že jsou členové sboru příliš pohodlní, rozhodne se uspořádat soutěž v mashupech ve skupinách holky proti klukům. Trenérka roztleskávaček, Sue Sylvester zjišťuje, že výkonnostní normy kapitánky roztleskávaček Quinn Fabray (Dianna Agron) klesly. Když Quinn svádí svou únavu na její účasti ve sboru, Sue obnovuje plán ke zničení sboru, chce sabotovat Willův soukromý život. Sue řekne Willově manželce Terri, že školní výchovná poradkyně Emma Pillsbury je do Willa tajně zamilovaná. Terri se tedy rozhodne dostat blíž ke svému manželovi a bere ve škole práci zdravotní sestry, i když nemá žádné lékařské vzdělání. Povzbuzuje přítele Emmy, Kena Tanaku (Patrick Gallagher) aby jí požádal o roku, což také udělá. Emma se nejdříve zeptá Willa, jestli je nějaký důvod, proč by si neměla Kena vzít a Terri ji varuje ohledně Willa. Emma nakonec žádost přijme. Terri stále skrývá před Willem fakt, že byla v pouze v hysterickém těhotenství a uvědomuje si, jak ji plánování těhotenství úplně změnilo život. Quinn souhlasí, že tajně Terri dá k adopci své dítě.
Finn Hudson (Cory Monteith) je vyčerpán ze svých mimoškolních aktivit, tak mu Terri dá pseudoefedrinové tablety a Finn se o tablety podělí ještě s ostatními členy skupiny. Efekt z tablet dodá energii do jejich vystoupení a zvýší jejich výkon při mashupu písní „It's My Life a „Confessions Part II". Když Kurt (Chris Colfer) vyzradí dívkám tajemství energie chlapců, tak také požádají Terri o tablety a předvádějí temperamentní mashup písní „Halo" a „Walking On Sunshine". Finn a Rachel (Lea Michele) cítí vinu za podvádění a souhlasí se zrušením soutěže. Když ředitel Figgins (Iqbal Theba) zjistí, co se stalo, vyhodí Terri a rozzlobí se na Willa, proto zvolí Sue jako spoluvedoucí sboru.

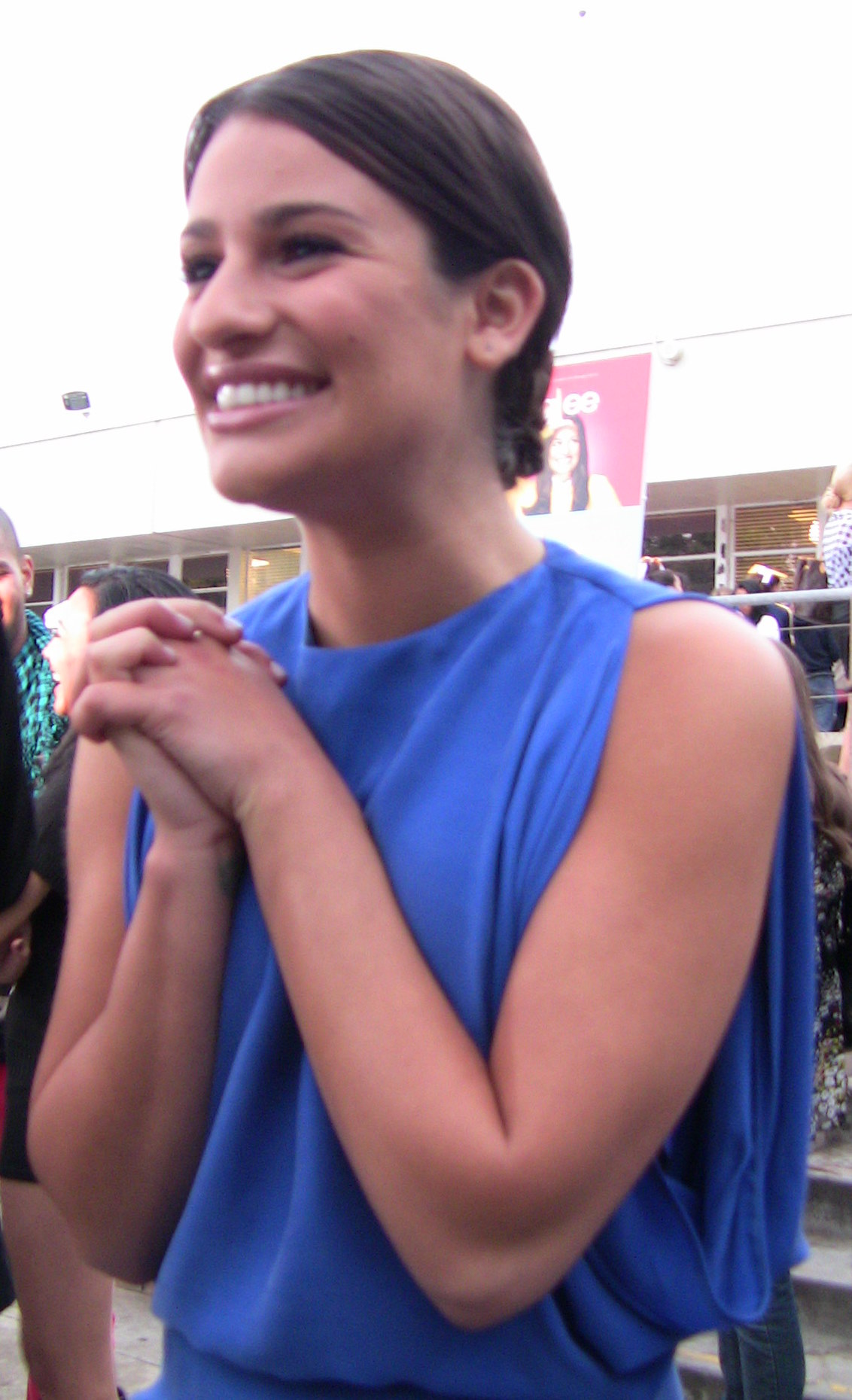
Před natáčením epizody si Michele cvičila několik dní mluvení jako „šílená", aby si vyzkoušela pravděpodobné účinky pseudoefedrinu na Rachel.

## Seznam písní
- „It's My Life"
- „Confessions Part II"
- „Halo"
- „Walking on Sunshine"

## Hrají
| Dianna Agron     | Quinn Fabray          |
| Chris Colfer     | Kurt Hummel           |
| Jessalyn Gilsig  | Terri Schuester       |
| Jane Lynch       | Sue Sylvester         |
| Jayma Mays       | Emma Pillsburry       |
| Kevin McHale     | Artie Abrams          |
| Lea Michele      | Rachel Berry          |
| Cory Monteith    | Finn Hudson           |
| Matthew Morrison | William Schuester     |
| Amber Riley      | Mercedes Jones        |
| Naya Rivera      | Santana Lopez         |
| Mark Salling     | Noah „Puck“ Puckerman |
| Jenna Ushkowitz  | Tina Cohen-Chang      |

## Natáčení
Vedlejší postavy, které se v této epizodě objeví, jsou členové klubu Santana Lopez (Naya Rivera), Brittany Pierce (Heather Morris), Mike Chang (Harry Shum mladší) a Matt Rutherford (Dijon Talton), dále bývalý vedoucí sboru Sandy Ryerson (Stephen Tobolowsky), ředitel Figgins (Iqbal Theba), fotbalový trenér Ken Tanaka (Patrick Gallagher), Teriin spolupracovník Howard Bamboo (Kent Avenido) a místní moderátoři zpráv, Rod Remington (Bill A. Jones) a Andrea Carmichael (Earlene Davis). Joe Hursley v epizodě hostuje jako Joe.
V epizodě zazní covery a mashupy písní „It's My Life" od Bon Joviho a „Confessions Part II" od Ushera a „Halo" od Beyoncé Knowles a „Walking on Sunshine" od Katrina and the Waves. Obě dvě písně byly vydány jako samostatné singly a jsou volně dostupné k digitálnímu stažení. „It's My Life / Confessions Part II" skončilo v Irsku na 7. místě v hitparádách, na 14. místě ve Spojeném království, na 22. místě v Austrálii, na 25. místě v Kanadě a na 30. místě v Americe, zatímco „Halo / Walking on Sunshine" skončilo v hitparádách v Irsku na 4. místě, na devátém místě ve Velké Británii, na 10. místě v Austrálii, na 28. místě v Kanadě a na 40. místě v Americe. Michele prozradila, že po několik dní cvičila mluvení jako „šílená“, aby si nacvičila účinky pseudoefedrinových tablet na Rachel.